# Herminia simplex
Herminia simplex là một loài bướm đêm trong họ Noctuidae.